# Elevador do Lavra
’’’Elevador do Lavra’’’ eller ’’’Ascensor do Lavra’’’ (Lavra Kabelbanen) er en kabelbane i Lissabon i Portugal. Kabelbanen ligger på den stejle fodgængergade Calçada do Lavra, der forbinder gaden Câmara Pestana (for oven) med pladsen Largo da Anunciada (for neden). Elevador do Lavra åbnede i 1884 og er den ældste af de tre kabelbaner i Lissabon, de to øvrige er Elevador da Bica og Elevador da Glória. 
Banen er ejet af selskabet ’’Carris de Ferro de Lisboa’’, der også driver byens øvrige offentlige trafik. Banen blev den 19. februar 2002 klassificeret som ’National Monument’.

## Historie
Kabelbanen blev bygget af den portugisiske ingeniør Raoul Mesnier du Ponsard og blev taget i brug den 19. april 1884.
I perioden 8. juli til 12. august 2011 var banen lukket pga vedligeholdelse. Der var imidlertid ikke reservedele at få til de gamle vogne, så der måtte fremstilles nye dele til erstatning for de gamle og slidte, inden banen atter kunne åbne.

## Vognene
De to vogne er identiske og nummereret ’’1’’ og ’’2 ’’. De er bygget med styre/bremsehåndtag i hver ende og passagerkabinen i midten. Passagererne sidder på bænke med ryggen til vinduerne, alle i samme horisontale niveau, idet der er en høj ende (den der vender nedad) mens den anden er tættere på jorden. Der er ind- og udstigning i den ende af vognen, der er øverst.

## Skinnelegemet
Gaden Calçada do Lavra er 188 m lang, og skinnerne er lagt i hele gadens længde og med en sporvidde på 90 cm. Der er to spor, som ligger parallelt på en del af strækningen, og med overlap resten af vejen. I midten af hvert spor ligger trækkablet i en kanal i jorden, i modsætning til det mest almindelige ved kabelbaner, nemlig at kablet ligger synligt oven over jorden. Langs med skinnerne er anbragt et fortov (trappetrin) for de, der foretrækker at gå. Der er en gennemsnitlig stigning på 22,9%.

Banen har siden 1915 været drevet elektrisk.

## Billedgalleri
- Førerpladsen i vognens ene ende
- Betjeningshåndtag
- Tydelig markering af, hvordan vognene er bygget skæve for at udligne den stejle stigning
- Banen set på afstand

## Links
- Hjemmeside for carris (på engelsk) Arkiveret 4. september 2013 hos  Wayback Machine

38°43′06″N 9°08′24″V / 38.718333°N 9.14°V